# France Médias Monde
«Франс Медиа Монд» («France Médias Monde») — анонимное общество, осуществляющая теле- и радиовещание на заграницу, в 2008-2011 гг. - медиа-холдинг, до 27 июня 2013 года называлась - «Внешний аудивизуал Франции» (Audiovisuel extérieur de la France).

## Телеканалы и радиостанции

### Международные специализированные телеканалы
- France 24 — международный информационный франкоязычный телеканал
- France 24 English — международный информационный англоязычный телеканал
- France 24 Arabic — международный информационный арабоязычный телеканал

Доступны через международное спутниковое телевидение (цифровое (DVB-S) на СМВ, ранее — аналоговое (PAL) на СМВ) и Интернет (на сайте france 24 в виде потокового вещания и video on demand и на каналах france 24 на youtube в виде потокового вещания и video on demand (фрагменты отдельных передач)), в странах-адресантах могут ретранслироваться через кабельное, внутринациональное спутниковое телевидение и IPTV, в отдельных странах-адресантах через эфирное телевидение.

### Международные радиостанции
- RFI Monde

Доступна в Париже, Берлине, Праге, Тиране, Скопье через эфирное радиовещание (аналоговое на УКВ CCIR), в Европе через спутниковое телевидение (цифровое (DVB-S) на СМВ), во всём мире через Интернет.
- RFI на русском

Доступна в России через спутниковое телевидение (цифровое (DVB-S) на СМВ, ранее — аналоговое (SECAM) на СМВ), во всём мире через Интернет, до 1 января 2015 года (планировалось ещё 31 января 2009 года в России через эфирное радиовещание (аналоговое на КВ).
- RFI Español
- RFI Brasil

Доступны в Латинской Америке через спутниковое телевидение (цифровое (DVB-S) на СМВ), во всём мире через Интернет.
- RFI Afrique
- RFI English
- RFI Hausa
- RFI Kiswahili
- RFI Mandenka (с октября 2015 года[5][6][7][8][9][10][11][12][13][14][15][16])
- RFI Portugues

Доступны в Африке через эфирное радиовещание (цифровое (DRM) (на французском и некоторых других языках) и аналоговое на КВ и УКВ (УКВ CCIR)), спутниковое телевидение (цифровое (DVB-S) на СМВ, ранее — аналоговое (SECAM) на СМВ) и Интернет.
- RFI на упрощённом китайском
- RFI на традиционном китайском
- RFI Tiếng Việt
- RFI Persan

Доступны в Азии через эфирное радиовещание (аналоговое на КВ), спутниковое телевидение (цифровое (DVB-S) на СМВ, ранее — аналоговое (SECAM) на СМВ), во всём мире через Интернет.
- RFI Roumanie

Доступна в Румынии через эфирное радиовещание (аналоговое на УКВ (УКВ CCIR), ранее на КВ) и Интернет.
- RFI Khmer

Доступна в Камбодже через эфирное радиовещание  (аналоговое на УКВ (УКВ CCIR), ранее на КВ), во всём мире через Интернет.
- Monte Carlo Doualiya

Доступна на Ближнем Востоке через эфирное радиовещание (аналоговое на СВ) и Интернет.

### Деятельность компании в Интернете
В Интернете компания ведёт:
- Сайт francemediasmonde.com содержит ссылки на сайты телеканалов и радиостанций телерадиокомпании и основную информацию о ней;
- Страницы «Nouvelles écritures France 24», «MCD», «RFI» на сайте «youtube.com» ;
- Сайт «France 24» на французском, английском и арабском; 3 страницы «France 24» на сайте «youtube.com» (ведутся с 2011 года, страница на французском языке велась компанией «Франс 24» с 2006 до 2011 года, страницы на английском и арабском с 2007 до 2011 года); По 3 страницы «France 24» на сайтах «facebook.com» и «twitter.com»;
- Сайт телепрограммы «Les Observateurs France 24» на французском, английской и арабском; 3 канала телепрограммы «Les Observateurs France 24» на сайте «youtube.com»; По 3 страницы «Les Observateurs France 24» на сайтах «facebook.com» и «twitter.com»;
- Сайт «Mashable France 24»; Страницы «Mashable France 24» на сайтах «facebook.com» и «twitter.com»;
- Сайт «Radio France internationale» на 15 языках (осуществляется потоковое вещание, подкасты, новости в текстовом виде), 15 апреля 2022 года заблокирован Роскомнадзором по требованию Генеральной прокураторы России на территории России[18];
  - 11 страниц на сайте «youtube.com» «Radio France internationale» (страницы на суахили, мандинке и португальском отсутствуют, на канале на фарси отсутствует контент, на франкоязычной странице «RFI» на сайте «youtube.com» осуществляет потоковое вещание «RFI Monde»):
    - страница «РФИ» (ведётся компанией с 2011 года, с 2009 до 2011 года велась её дочерней компанией «Радио Франс Энтернасьональ»);
    - страница «РФИ Румыня» (ведётся компанией с 2011 года, с 2010 до 2011 года велась её дочерней компанией «Радио Франс Энтернасьональ»);
    - страница «Монте Карло Дуалийя» (ведётся компанией с 2011 года, с 2010 до 2011 года велась её дочерней компанией «Радио Франс Энтернасьональ»);
    - страница «РФИ Бразил» (ведётся компанией с 2013 года);
    - страница «РФИ Эспаньоль» (ведётся компанией с 2013 года);
    - страница «РФИ на русском» (ведётся компанией с 2014 года);
    - страница «РФИ на китайском» (ведётся компанией с 2014 года);
    - страница «РФИ Кхмер» (ведётся компанией с 2014 года);
    - страница «РФИ Португьеш» (ведётся компанией с 2015 года);
    - страница «РФИ Персан» (ведётся компанией с 2015 года);
    - страница «РФИ Инглиш» (ведётся компанией с 2015 года);
    - страница «РФИ Тьенг Вьет» (ведётся компанией с 2015 года);

  - по 13 страниц «Radio France internationale» на сайтах «facebook.com» и «twitter.com» (страницы на мандинке отсутствуют);
- Сайт «RFI Musique» и страницы «RFI Musique» на сайтах «facebook.com» и «twitter.com»;
- Сайт «RFI Savoirs» и страницы «RFI Savoirs» на сайтах «facebook.com» и «twitter.com»;
- Сайт Академии «France Medias Monde» на английском, французском и арабском языках и страница Академии France Medias Monde на сайте «facebook.com»;
- Сайт «Atelier des Medias» и страницы «Atelier des Medias» на сайтах «facebook.com» и «twitter.com»;
- Сайт «Mondoblog», канал «Modoblog» на youtube, страницы «Mondoblog» на facebook и twitter;
- Сайт «Monte Carlo Doualiya»; страница «Monte Carlo Doualiya» на сайте «youtube.com»; Страницы «Monte Carlo Doualiya» на сайтах «facebook.com» и «twitter.com».

## Владельцы
Владельцем телерадиокомпании является Агентство государственного присутствия.

## Финансирование
Телерадиокомпания финансируется Министерством экономики и финансов Франции.

## Руководство
Руководство компанией осуществляют:
- президент с полномочиями генерального директора (Président-directeur général), назначаемый Управлением по регулированию аудиовизуальных и цифровых коммуникаций,
- административный совет (Conseil d’administration), состоящий из 14 членов, 2 из которых назначается Сенатом и Палатой Депутатов, 5 - Президентом Республики по предложению Правительства, 2 - трудовым коллективом и 5 - Управлением по регулированию аудиовизуальных и цифровых коммуникаций, президенту подчинён вице-президент (ранее - генеральный директор (Directeur générale déléguée)) и директора филиалов[1].

## Подразделения
- Филиал «Франс 24»
- Филиал «Радио Франс Энтернасьональ»
- Филиал «Монте Карло Дуалийя»

## Членство
Компания является:
- с 2011 года членом Европейском союзе радиовещания;
- в 2011-2016 гг. членом ассоциации «Государственное франкоязычное радио»
- с 2016 года членом ассоциации «Государственные франкоязычные медиа»
- членом CIRTEF.

## Активы
Компании принадлежат:
- радиодом в Исси-ле-Мулино, близ Парижа;
- Французское агентство распространения медиа (Agence française de développement médias), осуществляющее продажу прав на разовый показ иностранным телеорганизациям телепередач, телефильмов и телесериалов «Франс Телевизьон»;
- часть капитала телекомпании «ТВ5 Монд».